# Jurij Barbaszow
Jurij Władisławowicz Barbaszow (ros. Юрий Владиславович Барбашов; ur. 21 marca 1975 w Mikołajowie) – ukraiński działacz polityczny i dziennikarz, związany także z Ługańską Republiką Ludową, w 2022 samozwańczy gubernator części obwodu mikołajowskiego (z siedzibą w Snihuriwce) z poparciem Rosji.

## Życiorys
W 1998 ukończył Uniwersytet Budowy Statków im. Admirała Makarowa w Mikołajowie. Przed 2014 pracował w lokalnej telewizji. W 2011 ukarany grzywną za posiadanie narkotyków. Od 2013 zaangażowany w protesty Anty-Euromajdanu w Mikołajowie, popierał przyłączenie części Ukrainy do Rosji. W 2014 przeniósł się do Donieckiej Republiki Ludowej (gdzie m.in. uczestniczył w wiecach Olega Cariowa), a potem Ługańskiej Republiki Ludowej. W drugiej z nich dołączył do Milicji, a także został pracownikiem publicznego nadawcy. W 2021 uczestniczył w negocjacjach pokojowych w Mińsku jako część delegacji ŁRL. Wypowiadał się wielokrotnie w rosyjskich mediach, prowadził także własny kanał w serwisie Telegram. Ukraiński wymiar sprawiedliwości od 2017 prowadził przeciw niemu postępowanie w sprawie o terroryzm.
W 2022 zaangażował się w działalność wspierającą rosyjską inwazję na Ukrainę. Ok. 13 sierpnia 2022 ogłoszony przez Rosjan na gubernatorem obwodu mikołajowskiego i szefem administracji wojskowo-cywilnej (w kontrze do Witalija Kima). Faktycznie wojska rosyjskie zajęły jedynie niewielką część obwodu, a siedzibę administracji umiejscowiono w Snihuriwce. Ogłoszono także plany przyłączenia tych terenów do okupowanej przez Rosjan części obwodu chersońskiego jako rejonu snihuriwskiego obwodu chersońskiego. Siły rosyjskie ostatecznie wyszły ze Snihuriwki 10 listopada 2022, wycofując się z okupacji prawego brzegu Dniepru i tym samym obwodu mikołajowskiego. Od 2023 jest ścigany przez Służbę Bezpieczeństwa Ukrainy pod zarzutami wspierania rosyjskiego agresora.